# John Churton Collins
John Churton Collins (Bourton-on-the-Water, 26 de março de 1848 – Lowestoft, 25 de setembro de 1908) foi um crítico literário e conferencista inglês.

## Biografia
Churton Collins nasceu em Bourton-on-the-Water, Gloucestershire, Inglaterra. Da King Edward's School, Birmingham, foi para o Balliol College, Oxford, onde se formou em 1872, e imediatamente se dedicou à carreira literária, como jornalista, ensaísta e conferencista. Seu primeiro livro foi um estudo de Sir Joshua Reynolds (1874), e mais tarde ele editou vários escritores ingleses clássicos e publicou volumes sobre Bolingbroke e Voltaire na Inglaterra (1886), The Study of English Literature (1891), um estudo de Dean Swift (1893), Essays and Studies (1895), Ephemera Critica (1901), Essays in Poetry and Criticism (1905) e Rousseau e Voltaire (1908), seus ensaios originais sendo fortemente controversos no tom, mas cheio de conhecimento.
Em 1904 ele se tornou professor de literatura inglesa na Universidade de Birmingham. Por muitos anos ele foi um proeminente conferencista de extensão universitária e um colaborador constante para as principais revisões. Em 25 de setembro de 1908, ele foi encontrado morto em uma vala perto de Lowestoft, Suffolk, onde estava hospedado com um médico para o benefício de sua saúde. As circunstâncias exigiram a realização de um inquérito, sendo o veredicto de morte acidental

## Críticas
Lord Tennyson, alvo da pena de Collins, referiu-se a ele como "um piolho nas fechaduras da literatura".

## Trabalhos
- Bolingbroke: A Historical Study (1886).
- Illustrations of Tennyson (1891).
- The Study of English Literature (1891).
- Essays and Studies (1895).
- A Treasury of Minor British Poetry (1896).
- The Early Poems of Alfred, Lord Tennyson (1900).
- Ephemera Critica (1901).
- Jonathan Swift, a Biographical and Critical Study (1902).
- Critical Essays and Literary Fragments (1903).
- Studies in Shakespeare (1904).
- Studies in Poetry and Criticism (1905).
- 13 essays, most on 18th century poets, in Poets' Country, ed. Andrew Lang (1907).
- Voltaire, Montesquieu and Rousseau in England (1908).[7]
- Greek Influence on English Poetry (1910).
- Life and Memoirs of John Churton Collins (1911).
- The Posthumous Essays of John Churton Collins (1912).